# ویلدن، بدفوردشر
ویلدن (به انگلیسی: Wilden) یک روستا و محله مدنی در بریتانیا است که در Bedford واقع شده‌است. ویلدن ۳۹۹ نفر جمعیت دارد.